# Ogcodes kunkunche
Ogcodes kunkunche — вид двокрилих комах родини балабушкових (Acroceridae). Описаний у 2020 році. Ендемік Чилі. Мешкає у вічнозелених лісах на острові Чилое.

## Назва
Видова назва kunkunche посилається на кункос — найпівденнішу гілку народу мапуче, що жмвуть на острові Чилое.

## Опис
Загальна довжина тіла 4,1 мм. Довжина крила 3,2 мм. Тіло вкрите золотисто-чорними смугами.